# Xe législature du Parlement des Canaries
La Xe législature du Parlement des Canaries est un cycle parlementaire du Parlement des Canaries, d'une durée de quatre ans, ouvert le 25 juin 2019 à la suite des élections du 26 mai précédent, et clos le 4 avril 2023.

## Bureau
| Poste                    | Titulaire                      | Parti | Parti | Circonscription |
| ------------------------ | ------------------------------ | ----- | ----- | --------------- |
| Président                | Gustavo Matos                  |       | PSOE  | Tenerife        |
| Première vice-présidente | Esther González                |       | NC    | Grande Canarie  |
| Seconde vice-présidente  | Rosa Dávila                    |       | CC    | Tenerife        |
| Premier secrétaire       | Jorge González                 |       | PSOE  | La Palma        |
| Seconde secrétaire       | Luz Reverón                    |       | PP    | Tenerife        |
| Seconde secrétaire       | Australia Navarro (12/09/2022) |       | PP    | Grande Canarie  |

## Groupes parlementaires
| Nom | Nom                                   | Début | Fin | Président                                                                | Porte-parole                                                              |
| --- | ------------------------------------- | ----- | --- | ------------------------------------------------------------------------ | ------------------------------------------------------------------------- |
|     | Groupe socialiste                     | 25    | 25  | Ángel Víctor Torres Nira Fierro (19/07/2019)                             | Sebastián Franquis Nayra Alemán (19/07/2019)                              |
|     | Groupe nationaliste canarien          | 20    | 20  | Fernando Clavijo Pablo Rodríguez (06/09/2019)                            | José Miguel Barragán                                                      |
|     | Groupe populaire                      | 11    | 11  | Australia Navarro Manuel Domínguez (01/12/2019) Luz Reverón (12/09/2022) | Asier Antona Australia Navarro (30/07/2019) Manuel Domínguez (20/09/2022) |
|     | Groupe Nueva Canarias                 | 5     | 4   | Carmen Hernández                                                         | Román Rodríguez Luis Campos (19/07/2019)                                  |
|     | Groupe Sí Podemos Canarias            | 4     | 4   | María del Río                                                            | Noemí Perera Manuel Marrero (19/07/2019)                                  |
|     | Groupe Groupement socialiste gomérien | 3     | 3   | Melodie Mendoza                                                          | Casimiro Curbelo                                                          |
|     | Groupe mixte (Cs)                     | 2     | 2   | -                                                                        | Poste tournant                                                            |
|     | Non-inscrit                           | -     | 1   | -                                                                        | -                                                                         |

## Commissions parlementaires
| Commission | Président                     | Parti | Parti | Circonscription |
| --- | ----------------------------- | ----- | ----- | --------------- |
| Commissions permanentes législatives                                                                                    |                               |       |       |                 |
| Commission du Gouvernement, du Développement autonomique, de la Justice et de la Sécurité                               | Rosa Cabrera                  | PSOE  |       | Fuerteventura   |
| Commission de l'Éducation, de l'Enseignement supérieur, de la Culture et des Sports                                     | Lucía Tejera                  | PSOE  |       | Lanzarote       |
| Commission des Budgets et des Finances                                                                                  | Alejandro Quintero            | CC    |       | El Hierro       |
| Commission du Tourisme, de l'Industrie et du Commerce                                                                   | Casimiro Curbelo              | ASG   |       | La Gomera       |
| Commission du Tourisme, de l'Industrie et du Commerce                                                                   | Jesús Ramos (29/11/2019)      | ASG   |       | La Gomera       |
| Commission de l'Agriculture, de l'Élevage et de la Pêche                                                                | Nieves Barreto                | CC    |       | La Palma        |
| Commission des Travaux publics, des Transports et du Logement                                                           | Nira Fierro                   | PSOE  |       | Tenerife        |
| Commission de la Transition écologique, de la Lutte contre le changement climatique et de la Planification territoriale | Matilde Fleitas               | PSOE  |       | La Palma        |
| Commission des Droits sociaux, de l'Égalité, de la Diversité et de la Jeunesse                                          | María del Río                 | Pod.  |       | Lanzarote       |
| Commission de la Santé                                                                                                  | Iñaki Álvaro                  | PSOE  |       | Fuerteventura   |
| Commission de l'Économie, de la Recherche et de l'Emploi                                                                | Yolanda Mendoza               | PSOE  |       | Tenerife        |
| Commission de l'Économie, de la Recherche et de l'Emploi                                                                | Iñaki Álvaro (27/09/2021)     | PSOE  |       | Fuerteventura   |
| Commission de l'Économie, de la Recherche et de l'Emploi                                                                | Yolanda Mendoza (18/02/2022)  | PSOE  |       | Tenerife        |
| Commission du Handicap                                                                                                  | María del Río                 | Pod.  |       | Lanzarote       |
| Commissions permanentes non-législatives                                                                                |                               |       |       |                 |
| Commission du Règlement                                                                                                 | Gustavo Matos                 | PSOE  |       | Tenerife        |
| Commission du Statut des députés et des Pétitions                                                                       | Marcos Hernández              | PSOE  |       | Lanzarote       |
| Commission générale des cabildos insulaires                                                                             | Gustavo Matos                 | PSOE  |       | Tenerife        |
| Commission des Affaires européennes et de l'Action extérieure                                                           | Hipólito Suárez               | PP    |       | Régionale       |
| Commission des Affaires européennes et de l'Action extérieure                                                           | Carlos Ester (27/09/2019)     | PP    |       | Grande Canarie  |
| Commission du Contrôle de la radiotélévision canarienne                                                                 | Esther González               | NC    |       | Grande Canarie  |
| Commission du Contrôle de la radiotélévision canarienne                                                                 | Carmen Hernández (05/02/2020) | NC    |       | Grande Canarie  |

## Gouvernement et opposition
| Candidat                   | Date                                       | Vote       |      |    |    |    |         |     |    | Résultat |
| Candidat                   | Date                                       | Vote       | PSOE | CC | PP | NC | Podemos | ASG | Cs | Résultat |
| Ángel Víctor Torres (PSOE) | 12 juillet 2019 (majorité absolue requise) | Oui        | 25   |    |    | 5  | 4       | 3   |    | 37 / 70  |
| Ángel Víctor Torres (PSOE) | 12 juillet 2019 (majorité absolue requise) | Non        |      | 20 | 11 |    |         |     | 2  | 33 / 70  |
| Ángel Víctor Torres (PSOE) | 12 juillet 2019 (majorité absolue requise) | Abstention |      |    |    |    |         |     |    | 0 / 70   |

## Désignations

### Sénateurs
| Parti | Parti | Sénateurs désignés        | Voix |
| ----- | ----- | ------------------------- | ---- |
| PSOE  |       | Pedro Manuel Ramos Negrín | 25   |
| CC    |       | Fernando Clavijo          | 19   |
| PP    |       | Asier Antona              | 10   |

- Désignation : 30 juillet 2019.
- Pedro Ramos (PSOE) est remplacé en mars 2021 par Santiago Pérez García avec 36 voix favorables.